# Narcissus calcicola
Narcissus calcicola ist eine Pflanzenart aus der Gattung der Narzissen (Narcissus) in der Familie der Amaryllisgewächse (Amaryllidaceae).

## Beschreibung

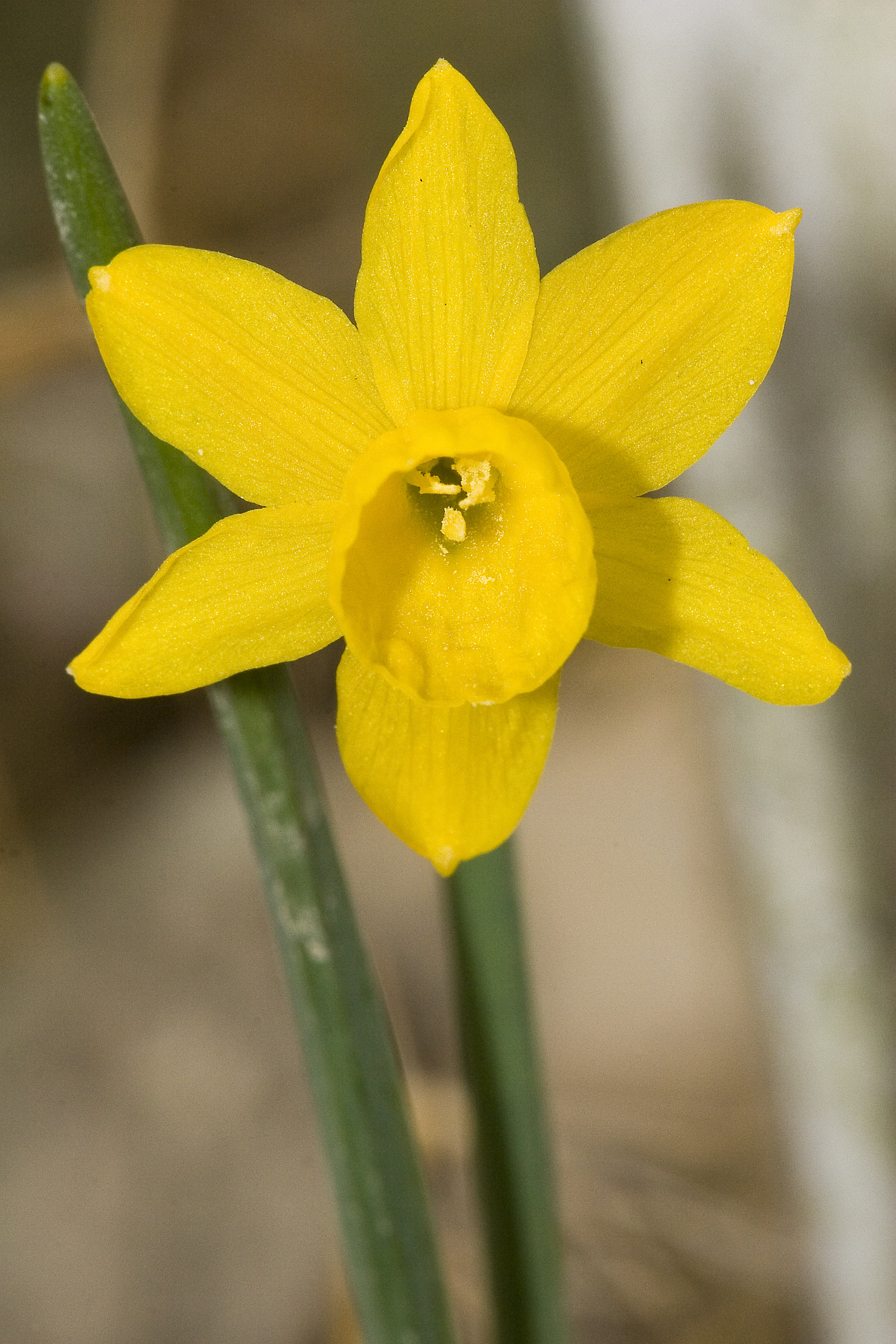
Blüte im Detail

### Vegetative Merkmale
Narcissus calcicola wächst als ausdauernde krautige Pflanze und erreicht Wuchshöhen von etwa 30 Zentimetern.

### Generative Merkmale
Auf dem Blütenstandschaft sitzt ein Büschel mit bis zu fünf Blüten. Die Blüten ähneln denen von Narcissus scaberulus. Die zwittrigen Blüten sind radiärsymmetrisch und dreizählig. Die Blütenhüllblätter sind gelb. Die Ränder der Nebenkrone sind allerdings nur wenig gezackt; die Nebenkrone ist tassenförmig nach außen gerichtet.

## Vorkommen vonNarcissus calcicolasubsp.calcicola
Vom Endemiten Narcissus calcicola subsp. calcicola sind nur zwei Fundorte in Portugal bekannt: in der Serra dos Candeeiros und der Serra da Arrábida. Das Artepitheton calcicola weist darauf hin, dass die ersten Exemplare von Narcissus calcicola über Kalkgestein gesammelt wurden. Walter Erhardt hat in der zweiten Hälfte des letzten Jahrhunderts die Zwiebeln von Narcissus calcicola in dieser Region an sehr humosen Standorten vorgefunden. Die Habitate sind immer Vertiefungen im Kalkgestein mit Ansammlungen sehr saurer Böden.

## Systematik
Die Erstbeschreibung von Narcissus calcicola erfolgte 1930 durch Francisco de Ascencão Mendonça in Boletim da Sociedade Broteriana, Series 2, 6, Seite 318.
Narcissus calcicola zur Sektion Apodanthae aus der Untergattung Narcissus
in der Gattung Narcissus.
Von Narcissus calcicola gibt es seit 2017 drei Unterarten:
- - Narcissus calcicola Mendonça subsp. calcicola
  - Narcissus calcicola subsp. onubensis (Fern.Casas) Fern.Casas (Syn.: Narcissus onubensis Fern.Casas): Sie hat seit 2017 der Rang einer Unterart.[7]
  - Narcissus calcicola subsp. transtaganus Fern.Casas: Sie wurde 2017 aus Portugal erstbeschrieben.[7]

## Nutzung
Narcissus calcicola gehört zu den Narzissenarten, die nur sehr selten kultiviert werden. In den gemäßigten Breiten ist dazu ein Kalthaus erforderlich. Sie blüht dort von Februar bis März.